# Bodo Bockenauer

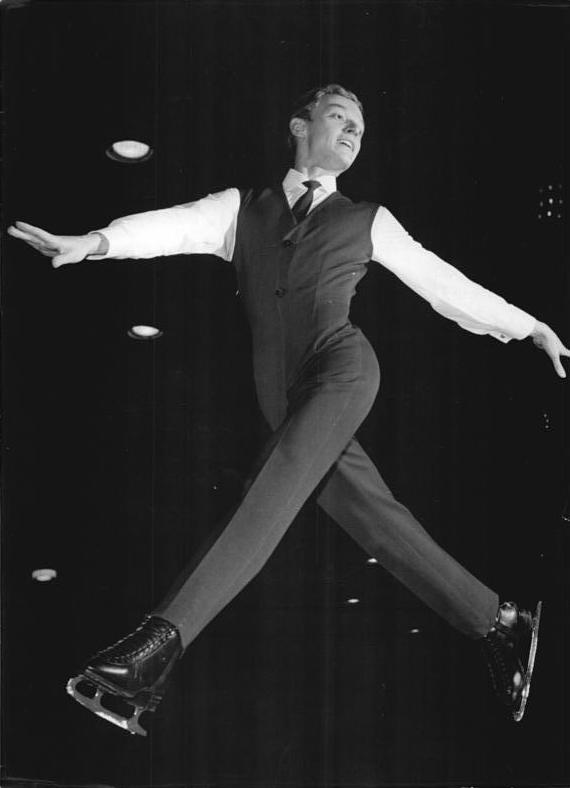
Bodo Bockenauer bei der Ausscheidung für die Olympischen Spiele 1964

Bodo Bockenauer (* 22. Dezember 1940 in Berlin-Weißensee) ist ein ehemaliger deutscher Eiskunstläufer, der im Einzellauf startete.
Bockenauer lief bis 1962 für die DDR für den SC Dynamo Berlin und ab 1965 für die Bundesrepublik (Augsburger EV).
In den Jahren 1960 bis 1962 wurde er dreimal in Folge DDR-Meister. Von 1959 bis 1962 nahm er an Europameisterschaften teil. Sein bestes Ergebnis dort war der sechste Platz bei den Europameisterschaften 1962. Im selben Jahr bestritt er auch die Eiskunstlauf-Weltmeisterschaften und beendete sie als Elfter. Bei seinen einzigen Olympischen Spielen wurde Bockenauer 1960 Sechzehnter.
Ende 1963 floh er in die Bundesrepublik.
Bei der Weltmeisterschaft 1966 in Davos belegte er den 20. Platz.
Nach dem Ende seiner Amateurkarriere wechselte er zu den Profis und wurde 1967 Profi-Weltmeister.
Seit 1968 ist Bodo Bockenauer Trainer beim SC Küsnacht in der Schweiz. Er ist Diplomtrainer des SELV.
Sein Vater war der bekannte Turner Erich Bockenauer.

## Ergebnisse
| Wettbewerb / Jahr        | 1959 | 1960 | 1961 | 1962 | 1963 | 1964 | 1965 | 1966 | 1967 |
| ------------------------ | ---- | ---- | ---- | ---- | ---- | ---- | ---- | ---- | ---- |
| Olympische Winterspiele  |      | 16.  |      |      |      |      |      |      |      |
| Weltmeisterschaften      |      |      |      | 11.  |      |      |      | 20.  |      |
| Europameisterschaften    | 13.  | 15.  | 8.   | 6.   |      |      |      |      |      |
| DDR-Meisterschaften      |      | 1.   | 1.   | 1.   |      |      |      |      |      |
| Deutsche Meisterschaften |      |      |      |      |      |      | 3.   | 2.   | 6.   |